# برادران مون‌گلفیه
برادران مون‌گلفیه به نام‌های ژوزف-میشل مون‌گلفیه (Joseph-Michel Montgolfier) و ژاک-اِتیِن مون‌گلفیه (Jacques-Étienne Montgolfier) کارخانه دار و مخترع اهل کشور فرانسه بودند. برادران مون‌گلفیه متولد ویدالون-له-آنونه (Vidalon-lès-Annonay) که اکنون با نام دوزیو (Davézieux) شناخته می‌شود خالق بالون هوای گرم هستند که در سال ۱۷۸۳ میلادی نخستین پرواز بشر به لطف این بالونها ممکن شد.

## زندگی‌نامه
ژوزف متولد ۲۶ اوت ۱۷۴۰ دوازدهمین و اتیِن متولد ۶ ژانویه ۱۷۴۵ پانزدهمین فرزند خانواده ۱۶ نفری مون‌گلفیه بودند.
برخلاف ژوزف، اتیِن علاقه‌مند به درس و تحصیل بود و رشته آرشیتکت را در پاریس خواند و زیر نظر و مدیریت ژاک-ژرمن سوفلو(Jacques-Germain Soufflot) آغاز بکار کرد و بدین ترتیب ساختمان کارخانه کاغذسازی ژان-باتیست روییون (Jean-Baptiste Réveillon) را بنا کرد.
ژوزف علاقه‌ای به تحصیل از خود نشان نمی‌داد ولی دارای ذهن خلاق و بسیار کنجاو بود. ژوزف بسیار علاقه‌مند به علوم طبیعی و فیزیک بود و بمحض اتمام تحصیل ابتدا یک آزمایشگاه شیمی را برپاکرد و سپس برای مدت کوتاهی در پاریس مستقر شد و بزودی به ویدالون بازگشت و در آنجا پدرش مسئولیت کارخانه جدید در ویدالون-لو-با (Vidalon-le-bas) را به او و برادرش اوگوستن-موریس (Augustin-Maurice) و خواهرش ماریان (Mariane) سپرد.
در سال ۱۷۷۲ با مرگ رمون (Raymond) برادر بزرگ خانواده مون‌گلفیه، پدرش از اتین خواست تا مسئولیت کارخانه کاغذسازی را به عهده بگیرد و در نهایت در سال ۱۷۷۴ مسئولیت کارخانه را به اتین و امور فنی کارخانه را به ژوزف سپرد.

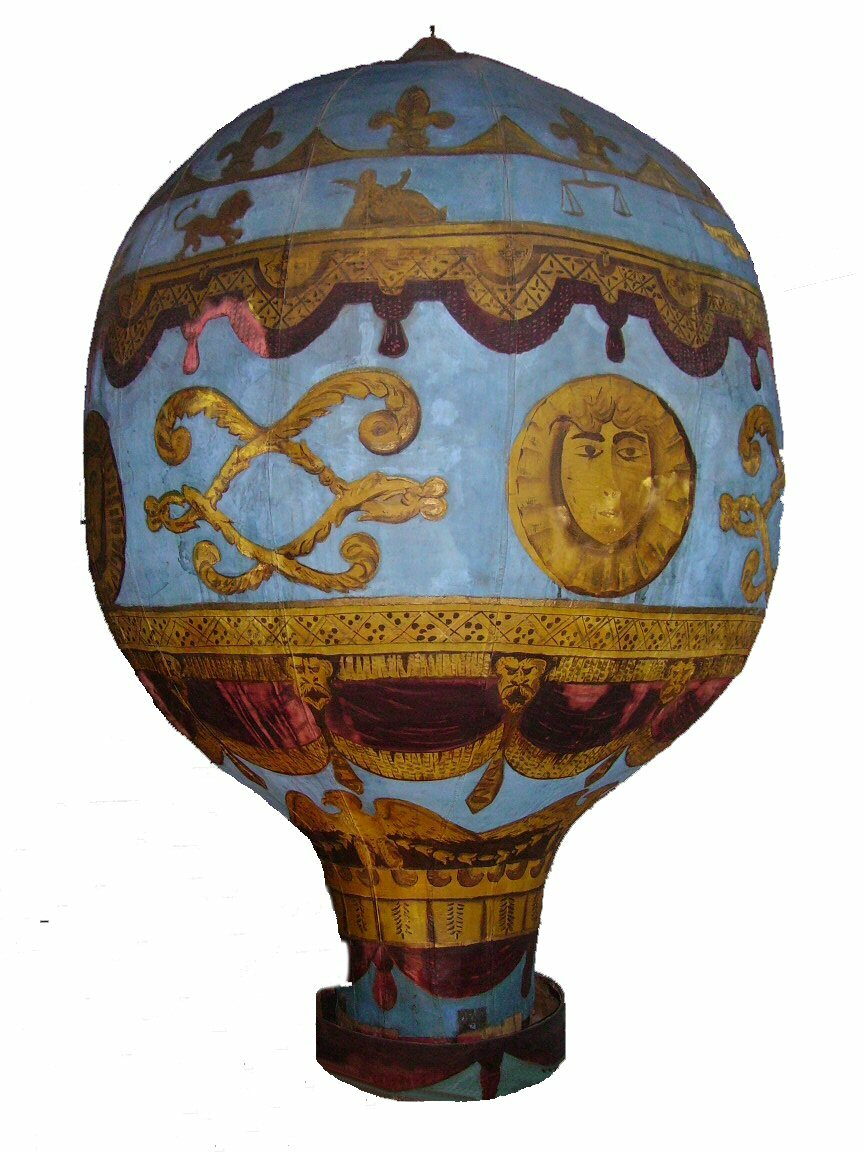
نمونه‌ای از بالون مون‌گلفیه در موزه علوم لندن
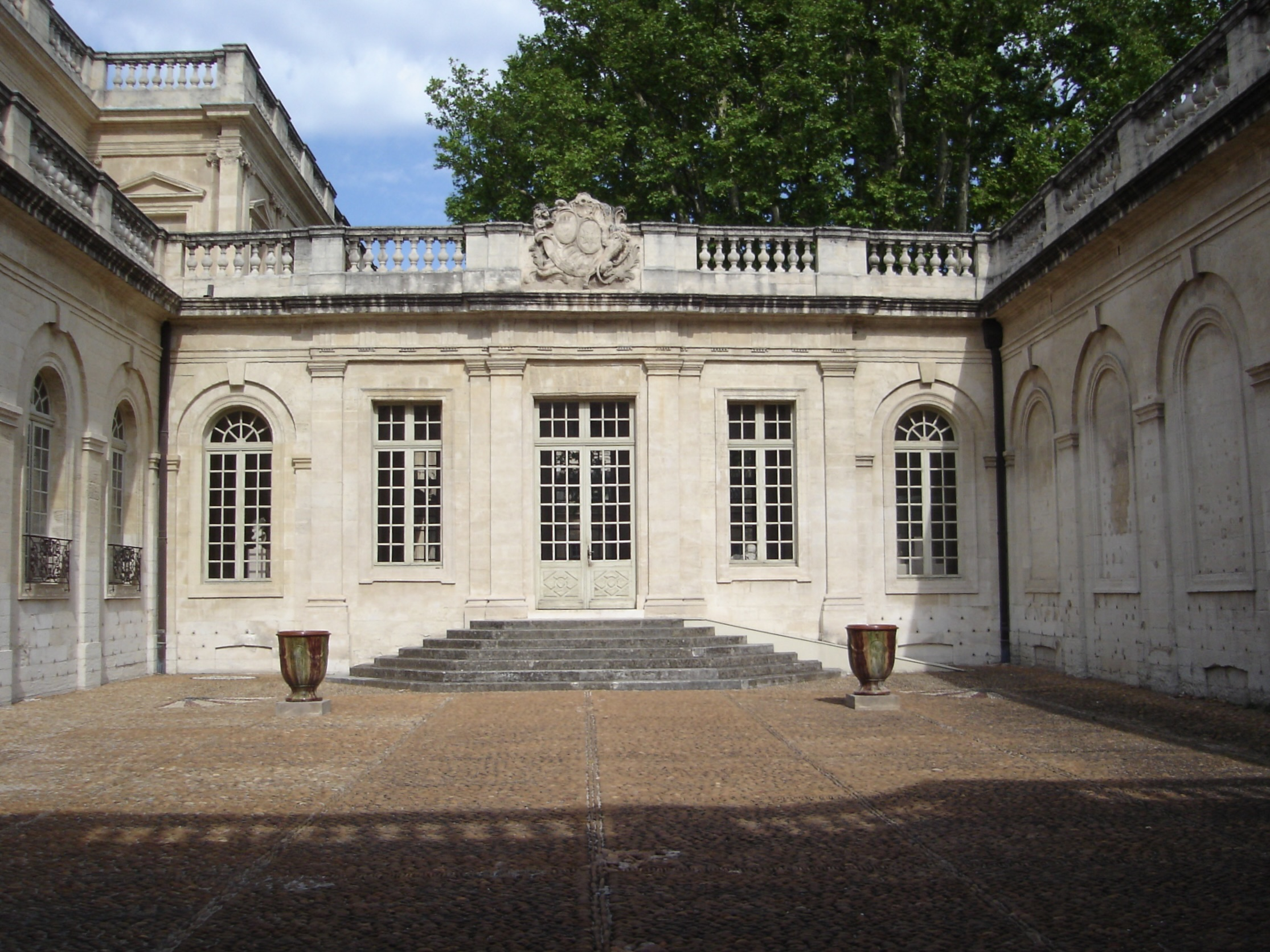
حیات موزه کالوه شهر اوینیون جایی که برادارن مون‌گلفیه نخستین بار پرواز بالون خود را به نمایش درآوردند.
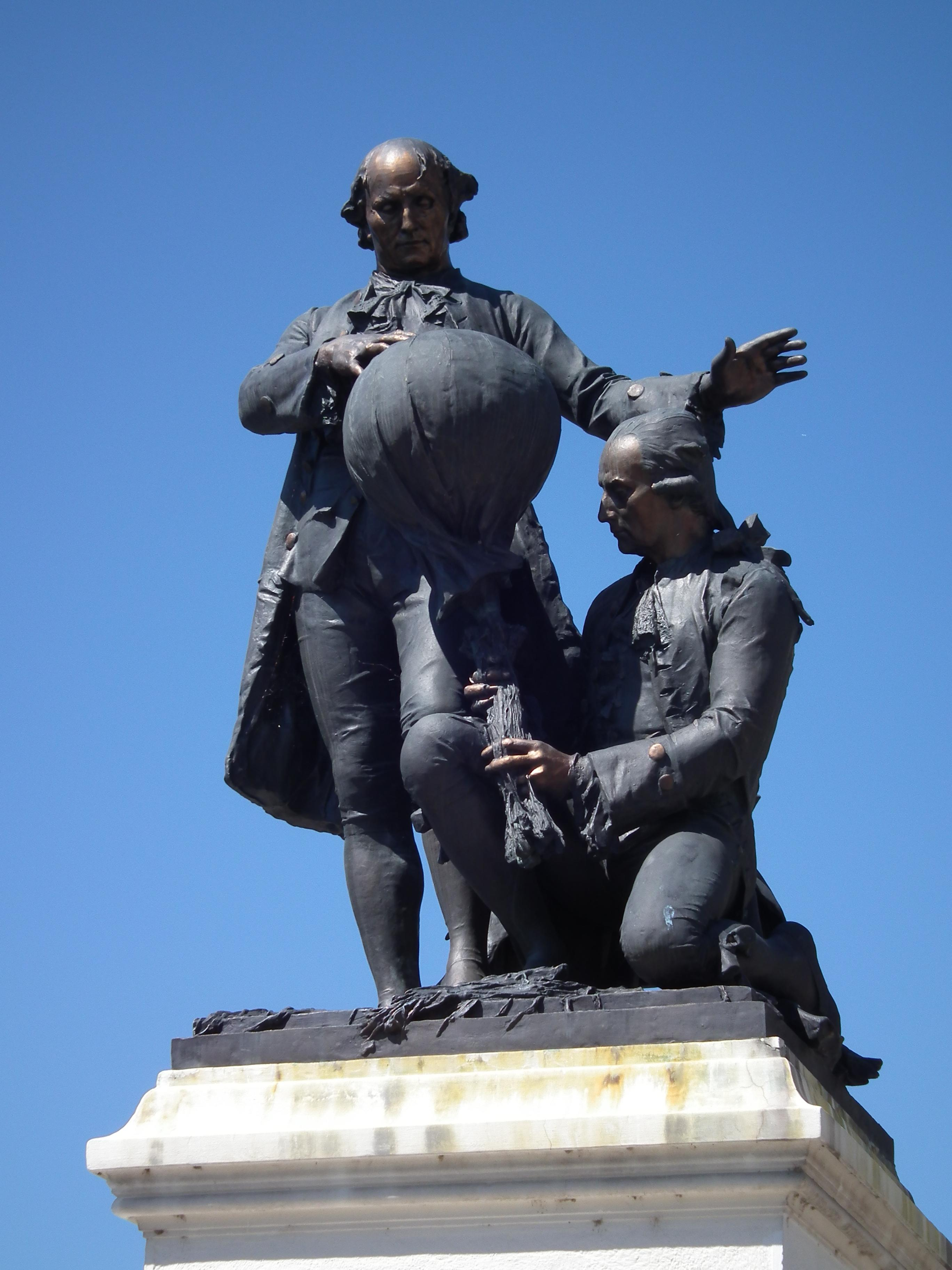
مجسمه برادران مون‌گلفیه در شهر آنونه.